# إلمر بيشوف
إلمر بيشوف (بالإنجليزية: Elmer Bischoff)‏ هو رسام أمريكي، ولد في 8 يوليو 1916 في كاليفورنيا في الولايات المتحدة، وتوفي في 2 مارس 1991.